# Sammy Kipruto
Sammy Kipruto (22 november 1978) is een Keniaanse langeafstandsloper. Kipruto won in 2002 en 2003 de Bredase Singelloop.

## Loopbaan
In 2002 won Kipruto de Great Scottish Run (21,1 km) in 1:03.15 en in 2005 won hij het Fortis Loopfestijn Voorthuizen (10 km) in 28.47. Twee jaar eerder werd hij op deze loop derde.
In 2006 werd hij in de marathon van Hamburg negende in 2:12.22. Een jaar later finishte hij wederom als negende in 2:11.13 en werd hij tiende op de City-Pier-City Loop in een persoonlijk record op de halve marathon van 1:01.33.

## Persoonlijke records
Baan
| Onderdeel | Prestatie | Datum           | Plaats     |
| --------- | --------- | --------------- | ---------- |
| 800 m     | 1.47,27   | 7 augustus 1998 | Viareggio  |
| 1500 m    | 3.38,15   | 1 juli 1998     | Bellinzona |

Weg
| Onderdeel      | Prestatie | Datum            | Plaats    |
| -------------- | --------- | ---------------- | --------- |
| 10 km          | 28.25     | 17 maart 2007    | Den Haag  |
| 15 km          | 43.20     | 17 maart 2007    | Den Haag  |
| 10 Eng. mijl   | 47.40     | 16 augustus 2008 | Schortens |
| 20 km          | 58.12     | 17 maart 2007    | Den Haag  |
| halve marathon | 1:01.33   | 17 maart 2007    | Den Haag  |
| marathon       | 2:11.13   | 29 april 2007    | Hamburg   |

Indoor
| Onderdeel | Prestatie | Datum           | Plaats |
| --------- | --------- | --------------- | ------ |
| 800 m     | 1.56,21   | 4 februari 2006 | Samara |

## Palmares

### 3000 m
- 1998:  Como - 7.54,45

### 5000 m
- 1998:  Abendmeeting in Aarau - 13.39,20

### 10 km
- 1998: 5e Giro Media Blenio in Dongio - 28.59
- 1998:  Rotseelauf in Ebikon - 29.53,0
- 1998: 4e Giro Città di Arco - 29.34
- 2001:  Basler Stadtlauf - 29.13
- 2002:  Oelder Citylauf - 28.44
- 2002:  Ko-Lauf in Düsseldorf - 28.46
- 2002:  Silvesterlauf Saarbrucken in Saarbrücken - 29.34
- 2003: 4e Ratinger Silvesterlauf in Ratingen - 29.25
- 2003:  Bali Solidarity Run in Kuta - 29.04
- 2003: 4e Braunschweiger Nachlauf - 29.15
- 2003:  Stadsloop Appingedam - 29.00,9
- 2003:  Oelder Citylauf - 28.49
- 2003:  FORTIS Running Fiesta Voorthuizen - 29.15
- 2004: 4e Paderborner Osterlauf - 28.40
- 2004:  Neuss - 28.25,3
- 2004:  Oelder Sparkassen Citylauf - 28.46
- 2004:  Jakarta - 29.48
- 2004:  Kö-Lauf in Düsseldorf - 29.22
- 2005: 5e Paderborner Osterlauf - 29.30
- 2005: 5e Korschenbroicher City-Lauf - 29.16
- 2005:  Neusser Sommernachtslauf - 29.01
- 2005:  Dorpsloop in De Lutte - 29.34
- 2005:  Loopfestijn in Voorthuizen - 28.47
- 2005:  Wiezoloop in Wierden - 29.23
- 2006: 4e Paderborner Osterlauf - 29.04
- 2007: 4e Oelder Sparkassen Citylauf - 29.07
- 2007:  Dorpsloop in De Lutte - 30.15
- 2008:  BLOM Beirut International - 30.17
- 2011: 5e Loopfestijn in Voorthuizen - 29.49
- 2011:  Dorpsloop in De Lutte - 29.39

### 15 km
- 2002:  Montferland Run - 44.33

### 10 Eng. mijl
- 1996: 4e Grand Prix von Bern - 49.48
- 2001:  Grand Prix von Bern - 49.32,8
- 2002: 7e Dam tot Damloop - 47.41
- 2008: 5e Internationaler Schortenser Jever Fun Lauf - 47.40

### halve marathon
- 1997:  Greifenseelauf - 1:02.32
- 1998: 5e halve marathon van Foligno - 1:04.10
- 1998:  Greifenseelauf - 1:02.35
- 1999:  Greifenseelauf - 1:05.31
- 2000:  Greifenseelauf - 1:03.55,4
- 2001: 4e Greifenseelauf - 1:03.57
- 2002:  Great Scottish Run - 1:03.14,5
- 2003: 6e Great Scottish Run - 1:03.16
- 2002:  Route du Vin - 1:02.23
- 2002:  Bredase Singelloop - 1:02.32
- 2003:  Route du Vin - 1:02.56
- 2003:  Bredase Singelloop - 1:02.06
- 2004:  12e City-Pier-City Loop - 1:04.48
- 2004: 5e Great Scottish Run - 1:02.50,3
- 2004:  Route du Vin - 1:02.12
- 2004: 4e Bredase Singelloop - 1:03.18
- 2005:  Bredase Singelloop - 1:02.28
- 2006:  halve marathon van Wenen - 1:03.27
- 2007: 10e City-Pier-City Loop - 1:01.33
- 2010:  halve marathon van Vettelschoss - 1:08.25

### marathon
- 2006: 9e marathon van Hamburg - 2:12.22
- 2007: 9e marathon van Hamburg - 2:11.13
- 2007: 9e marathon van Singapore - 2:19.36
- 2009: 31e marathon van Hamburg - 2:34.20
- 2009: 4e marathon van Kassel - 2:20.17
- 2010:  marathon van Dresden - 2:23.31

### veldlopen
- 1998: 8e Keniaanse kamp. - 12.20

### overige
- 2001:  Luzerner Stadtlauf (8,565 km) - 38.0